# Stijepo Rusić
Stijepo (Stjepan) Rusić (Rosa) (Dubrovnik, 1687. – Dubrovnik, 6. kolovoza 1770.) bio je hrvatski književnik. Svećeničku službu te poslove čuvara stolne crkve i opata obavljao je u Dubrovniku. Podučavao je aritmetiku i pisanje. U Dubrovniku, Kotoru i drugim gradovima u Dalmaciji, Istri i Italiji držao je propovijedi na talijanskom jeziku. Bio je član dubrovačke Akademije ispraznijeh. Od njegovih latinskih djela spominju se priručnici iz logike i teologije, pozdravni govor dubrovačkomu nadbiskupu i dva pisma. Od hrvatskih djela najpoznatija mu je pohvalna pjesma ruskom caru Petru Velikomu (Petar Aleksiović, aliti 15 zlamenja dijela i česti Petra Parvoga, cara i samodršca rusinskoga, 1717.). Navodno je pisao i djela nabožne tematike (molitve, katekizme, životopise svetaca), prepjevavao psalme i pjesme G. Marina, ali ništa od toga nije sačuvano. Na hrvatski jezik preveo je Novi zavjet (Novi uvjet), koji je ostao u rukopisu. Za života mu je tiskan samo Život gospodina Jezusa Krista (1764.), prozni sinoptički prikaz Isusova života prema četirima evanđeljima, podijeljen u 61 poglavlje.